# Carlos Sanz de Santamaría
Carlos Sanz de Santamaría Gómez (Bogotá, 23 de abril de 1905 -Bogotá, 5 de noviembre de 1992) fue un ingeniero hidráulico, político y diplomático colombiano, miembro del Partido Liberal Colombiano.
Sanz de Santamaría ocupó varios cargos públicos entre ellos la Alcaldía de Bogotá, el Ministerio de Relaciones Exteriores, de Hacienda y de Guerra, así mismo fue embajador ante Estados Unidos y las Naciones Unidas. También fue miembro de la Academia Colombiana de Historia.

## Biografía
Sanz de Santamaría nació en Bogotá, el 23 de abril de 1905. Se graduó como ingeniero civil en 1927 en la Universidad Nacional de Colombia. Posteriormente estudia ingeniería hidráulica en la École nationale des ponts et chaussées, en París, y en Washington D. C., cuando actuaba como embajador, obtiene el máster en economía.
Como ingeniero, construye, entre otros, los acueductos en Buenaventura, Santa Marta y Riohacha, y la planta de Vitelma en Bogotá, la más grande del país en su tiempo. Al entregarla, recibe del Gobierno la Cruz de Boyacá.
Sanz de Santamaría estaba casado con Lolita Londoño, y son sus hijos, Alberto, Guillermo e Inés Elvira. Falleció en Bogotá a la edad de 87 años, el 5 de noviembre de 1992.

### Trayectoria política
El 10 de agosto de 1942, el presidente Alfonso López Pumarejo lo nombra Alcalde de Bogotá. Desde esa posición, impulsa la creación del impuesto de valorización, como fuente fiscal para los municipios.
En 1944, López Pumarejo lo lleva al Ministerio de Economía Nacional, desde donde formuló el Plan Quinquenal para el fomento agrícola, al cual se constituyó como precursor de la planeación económica en Colombia, y sería utilizado después por Lauchlin Currie como documento fundamental en su misión del Banco Mundial, además de organizar el Instituto Nacional de Abastecimientos (INA), de donde después surgiría el Instituto de Mercadeo Agropecuario (Idema). Por esta época también sirvió como Ministro de Obras Públicas, en calidad de Encargado.
Después, por pocos meses, sirve como ministro de Hacienda en la administración López, con la asesoría de Esteban Jaramillo, Jesús María Marulanda, Carlos Lleras Restrepo y el líder sindical Napoleón Molina.
Como embajador en Estados Unidos, en 1945, coordina con la representación diplomática de Brasil una ofensiva para mantener la rentabilidad de los precios del café, ante la intención de Washington D. C. de estabilizar los precios y, así, congelar la fuerza del principal producto de la economía nacional.
Entre 1946 y 1947 sirvió como Ministro de Guerra del presidente Mariano Ospina Pérez, durante la época de La Violencia.
En 1954, junto con Alberto Zuleta Ángel, conduce la negociación con el Perú para solucionar el asilo de cinco años, del fundador del APRA Víctor Raúl Haya de la Torre, en la Embajada de Colombia en Lima. Sobre este caso, escribió un libro en el que narra los hechos y presenta conceptos y doctrinas jurídicas al respecto.
Entre 1957 y 1958 se desempeñó como Ministro de Relaciones Exteriores, durante el gobierno de la Junta Militar de Colombia; en tal calidad también se le encargó temporalmente la cartera de Fomento en diciembre de 1957. En 1960 regresa a la Embajada en Estados Unidos, donde estuvo hasta 1962, cuando regresó a Colombia para asumir el Ministerio de Hacienda durante el gobierno de Guillermo León Valencia.
Más adelante participó en el grupo de estudio sobre integración latinoamericana, acompañado de personalidades como Raúl Prebisch y Felipe Herrera. Como presidente del Comité Interamericano de la Alianza para el Progreso, logró mantener la vigencia del programa, a pesar de la muerte del presidente estadounidense John F. Kennedy.
A partir de 1982, y durante un año, ocupa la embajada ante las Naciones Unidas. En ese periodo, conduce la delegación colombiana en la XXXVII Asamblea General de la ONU y tramita la solicitud de Colombia ante el Buró de Coordinación del Movimiento de Países No Alineados, para que el país obtuviera la calidad de miembro de pleno derecho en esa organización.

## Familia
Carlos nació en el seno de un hogar acomodado de Bogotá, y perteneció a importantes familia de la capital colombiana, cuyos exponentes más célebres vivieron entre los siglos XVII y XIX y que fueron claves en la Independencia y los primeros años de república de Colombia.

### Ascendencia
Carlos Sanz de Santamaría estaba emparentado con la familia Ricaurte por los lazos matrimoniales de sus abuelos y los ascendientes de estos. Sanz de Santamaría era hijo de Mariano "Nano" Sanz de Santamaría Herrera y de Lucía Gómez Umaña. Su padre era nieto de Mariano Sanz de Santamaría y Ricaurte, perteneciente al mismo linaje de Antonio Ricaurte.
Entre sus parientes lejanos famosos estaba el héroe de la Independencia de Colombia Antonio Ricaurte, quien era sobrino nieto de la madre de Domingo Caycedo y Sanz de Santamaría, presidente de Colombia en 1830 y ascendiente de Carlos. También estaba emparentado con el Vizconde de Pastrana, el sabio Jorge Tadeo Lozano, quien era tío de Antonio Ricaurte; y con el ilustre Antonio Nariño, quien era cuñado del prócer colombiano José Antonio Ricaurte, también tío de Ricaurte.

### Matrimonio y descendencia
Carlos contrajo matrimonio con Dolores "Lolita" Londoño Obregón, de otra familia tradicional de la capital colombiana. 
Lolita era hija del político y empresario Pedro Londoño Sáenz, cofundador del Country Club de Bogotá; y sobrina de María Teresa Londoño Sáenz, la esposa del político liberal Enrique Olaya Herrera, quien fue presidente de Colombia entre 1930 y 1934. En adición, Lolita era sobrina del empresario Pedro Obregón Arjona, padre del pintor colombo-español Alejandro Obregón, lo que la convierte en su prima y en la de Clara López Obregón.
Con Lolita, Carlos tuvo a sus tres hijos, Alberto, Inés Elvira y Guillermo Sanz de Santamaría Londoño.
Por otro lado quedó la línea Sanz de Santamaría, donde están personajes de la vida política y privada como Pablo Navas Sanz de Santamaría, Guillermo Sanz de Santamaría, José Miguel Santamaría, Alberto Casas Sanz de Santamaría, Edilberto Garzón Forero Sanz de Santamaría y Mariana Sanz de Santamaría.